# CNO-Zyklus

Der CNO-I-Zyklus (Bethe-Weizsäcker-Zyklus)

Der CNO-Zyklus oder Kohlenstoff-Stickstoff-Sauerstoff-Zyklus ist einer der beiden maßgeblichen Mechanismen des so genannten Wasserstoffbrennens, durch den Sterne durch Umwandlung von Wasserstoff in Helium Energie freisetzen; der andere Mechanismus ist die Proton-Proton-Kette. Der Name CNO-Zyklus leitet sich von den an der Reaktion beteiligten Elementen Kohlenstoff (C), Stickstoff (N) und Sauerstoff (O) ab.
Der CNO-Zyklus tritt in mehreren Varianten auf. Die mit Abstand wichtigste Variante ist der Zyklus CNO-I, der auch als Bethe-Weizsäcker-Zyklus, Kohlenstoff-Stickstoff-Zyklus (CN-Zyklus) oder Kohlenstoffzyklus bekannt ist. Er wurde zwischen 1937 und 1939 von den Physikern Hans Bethe und Carl Friedrich von Weizsäcker entdeckt. Die Bezeichnung „Bethe-Weizsäcker-Zyklus“ wird auch generell für alle Varianten des CNO-Zyklus verwendet.
Anders als bei der Proton-Proton-Kette, bei der zunächst zwei Protonen (Atomkerne des Wasserstoffs) fusionieren und in weiteren Schritten noch zweimal je ein weiteres Proton hinzukommt, sind beim CNO-Zyklus schwerere Atomkerne involviert. Der Zyklus startet mit der Fusion eines Kohlenstoff-12-Kerns (12C) mit einem Proton. Nach diversen Zwischenschritten, bei denen insgesamt drei weitere Protonen hinzukommen, entstehen am Ende ein Helium-4-Kern (4He) und erneut ein 12C-Kern, der nun für einen weiteren Zyklus zur Verfügung steht. Der 12C-Kern und die anderen schweren Kerne, die in den Zwischenschritten entstehen, wirken also als Katalysatoren.

## Energiefreisetzung
Beim Bethe-Weizsäcker-Zyklus vollziehen sich im Wesentlichen Fusionen von Wasserstoffkernen 1H (Protonen) mit den schwereren Kernen 12C, 13C, 14N und 15N, daher auch der Name CN-Zyklus. Zwei der entstehenden Zwischenprodukte, 13N und 15O, sind instabil und zerfallen nach kurzer Zeit jeweils unter Aussendung eines Positrons e+ und eines Elektronneutrinos νe (Beta-Plus-Zerfall). Die einzelnen Reaktionsschritte sind nachfolgend aufgeführt.
Insgesamt ist die Nettobilanz beim Bethe-Weizsäcker-Zyklus (wie auch bei der p-p-Kette):
{\displaystyle \mathrm {4\,_{1}^{1}p\longrightarrow \ _{2}^{4}He+2\,e^{+}+2\,\nu _{e}} +{\text{Energie}}}.
Die freigesetzte Energie wird teils als Gammastrahlung, teils als kinetische Energie abgegeben. Die entstehenden zwei Positronen ({\displaystyle \mathrm {e} ^{+}}) zerstrahlen mit zwei anwesenden Elektronen ebenfalls zu Gammastrahlung. Insgesamt werden 26,7 MeV an Energie frei. Die Masse des Heliumkerns ist knapp 1 % geringer als die Masse der vier Protonen (Massendefekt). Die Differenz entspricht nach der Äquivalenz von Masse und Energie E0 = mc2 der freigesetzten Energie.
Die Energie, die die Neutrinos in Form ihrer geringen Masse und vor allem ihrer kinetischen Energie tragen, wird dem Stern entzogen, da sie nahezu ungehindert durch die Sternmaterie hindurch entweichen können. Die verbleibende Energie von im Mittel 25,03 MeV heizt den Stern auf und wird letztlich über die Oberfläche als elektromagnetische Strahlung abgestrahlt. Bei anderen Varianten des CNO-Zyklus können weitere Positronen und Neutrinos anderer Energie erzeugt werden; die verbleibende Energie hat dann einen anderen Wert.
Während die p-p-Kette bei Temperaturen von ca. 4 Megakelvin (MK) zündet, läuft der CNO-Zyklus erst bei 14–15 MK effektiv ab und ist ab 17–18 MK vorherrschend. Bei Sternen mit Größen bis knapp über die Masse der Sonne ist die p-p-Kette dominant, bei schwereren Sternen und allen Riesensternen der CNO-Zyklus. Die Sonne mit einer Kerntemperatur von 15,7 MK erzeugt nur 1,6 % ihrer Energie durch den Bethe-Weizsäcker-Zyklus (Details siehe Wasserstoffbrennen). Im Jahr 2020 gelang es mit dem Borexino-Detektor erstmals, Neutrinos aus dem CNO-Zyklus der Sonne nachzuweisen.

## Häufigkeit der Isotope
Die Umsatzrate des CNO-Zyklus ist proportional zur vorhandenen Menge an 12C. Da beim Urknall kein Kohlenstoff entstehen konnte, war es den Sternen der ersten Generation (Population III) zunächst unmöglich, Energie auf diese Art zu erzeugen. In den Spätphasen ihrer Entwicklung entsteht jedoch in den Sternen durch den Drei-Alpha-Prozess Kohlenstoff (siehe auch Nukleosynthese), der danach zum einen als Katalysator zur Verfügung steht, zum anderen durch Sternwinde und Supernovae an das interstellare Medium abgegeben wird, aus dem sich neue Sterne bilden. Sterne späterer Generationen enthalten daher bereits am Anfang ihrer Entwicklung Kohlenstoff (siehe auch Metallizität).
Eine Folge des CNO-Prozesses ist, dass sich die Häufigkeiten der ursprünglich vorhandenen C-, N-, O-Isotope entsprechend der Reaktionsdauer der einzelnen Schritte verschieben: Die Umwandlung von 14N nach 15O hat bei weitem die langsamste Reaktionsrate, also verschieben sich die Häufigkeiten der Isotope stark in Richtung 14N, was sich in Sternen mit Konvektion in der Hülle bei der Spektralanalyse nachweisen lässt. Die relative Häufigkeit von 14N in der „Asche“ (Helium) nach dem Ende des Wasserstoffbrennens ist auch die Grundlage für die Entstehung von 18O während des folgenden Heliumbrennens in Riesensternen (14N+4He→18F→18O). Die CNO-Zyklen weisen eine viel stärkere Abhängigkeit der Reaktionsrate von der Temperatur (18. Potenz) auf, als die p-p-Kette (4. Potenz). Das führt im Stern zu einer stärkeren Konzentration der Energiefreisetzung zum Zentrum hin, wodurch in der Kernregion der Energiefluss so hoch ist, dass im Kern Konvektion einsetzt. Auf die Leuchtkraft des Sterns hat der CNO-Zyklus gegenüber der p-p-Kette fast keinen Einfluss, diese ist im Wesentlichen nur von seiner Masse abhängig. In massearmen Hauptreihensternen läuft der CNO-Zyklus ganz langsam ab. Aber auch wenn er keine signifikante Rolle in der Energiebilanz spielt, verändert er doch die ursprünglichen Häufigkeiten der beteiligten Isotope.

## CNO-Zyklen

### CNO-I (Bethe-Weizsäcker)
| {\displaystyle \mathrm {\ _{\ 6}^{12}C+\ _{1}^{1}H} } | {\displaystyle \mathrm {\longrightarrow \ _{\ 7}^{13}N+\gamma } }        | {\displaystyle \mathrm {+\ 1,95\ MeV} \quad } | (im Mittel 1,3 · 107 Jahre)                                 |
| {\displaystyle \mathrm {\ _{\ 7}^{13}N} }             | {\displaystyle \mathrm {\longrightarrow \ _{\ 6}^{13}C+e^{+}+\nu _{e}} } | {\displaystyle \mathrm {+\ 1,37\ MeV} \quad } | (Halbwertszeit 9,97 Minuten)                                |
| {\displaystyle \mathrm {\ _{\ 6}^{13}C+\ _{1}^{1}H} } | {\displaystyle \mathrm {\longrightarrow \ _{\ 7}^{14}N+\gamma } }        | {\displaystyle \mathrm {+\ 7,54\ MeV} \quad } | (im Mittel 2,6 · 106 Jahre)                                 |
| {\displaystyle \mathrm {\ _{\ 7}^{14}N+\ _{1}^{1}H} } | {\displaystyle \mathrm {\longrightarrow \ _{\ 8}^{15}O+\gamma } }        | {\displaystyle \mathrm {+\ 7,35\ MeV} \quad } | (im Mittel 3,2 · 108 Jahre)                                 |
| {\displaystyle \mathrm {\ _{\ 8}^{15}O} }             | {\displaystyle \mathrm {\longrightarrow \ _{\ 7}^{15}N+e^{+}+\nu _{e}} } | {\displaystyle \mathrm {+\ 1,73\ MeV} \quad } | (Halbwertszeit 2,03 Minuten) → Verzweigung zu CNO-II III,IV |
| {\displaystyle \mathrm {\ _{\ 7}^{15}N+\ _{1}^{1}H} } | {\displaystyle \mathrm {\longrightarrow \ _{\ 6}^{12}C+{}_{2}^{4}He} }   | {\displaystyle \mathrm {+\ 4,96\ MeV} \quad } | (im Mittel 1,1 · 105 Jahre)                                 |
Gesamtergebnis des Zyklus ist die Fusion von vier Wasserstoffkernen 1H zu einem Heliumkern 4He.
Der Kohlenstoffkern 12C dient nur als Katalysator und wird schließlich mit der letzten Reaktion regeneriert.
Ein vollständiger Durchlauf des Zyklus benötigt bei massearmen Sternen enorme Zeiträume – in der Größenordnung von hunderten Millionen Jahren, weshalb er hier in der Energiebilanz nur eine untergeordnete Rolle spielt, aber in der Isotopenhäufigkeit der Elemente C, N und O sehr wohl: Auch wenn in massearmen Sternen der CNO-Zyklus nur sehr langsam abläuft, verändert er die Häufigkeiten der beteiligten Elemente. Der Zyklus läuft bei massenreichen Sternen infolge der stärkeren Temperaturabhängigkeit rascher ab als die Proton-Proton-Kette (einige Milliarden Jahre), daher können massenreiche Sterne auf diese Weise wesentlich effektiver Energie freisetzen, als über die Proton-Proton-Kette.
Die Energieerzeugungsrate ist beim Bethe-Weizsäcker-Zyklus proportional zur 18. Potenz der Temperatur. Mithin bewirkt eine Erhöhung der Temperatur um 5 % eine Steigerung der Energiefreisetzung um ca. 141 %.
Neben dem oben beschriebenen CNO-I-Zyklus existieren noch weitere Fusionswege, welche über die Zwischenkerne Sauerstoff und Fluor ablaufen:

### CNO-II
Der CNO-II-Zyklus läuft als Nebenreaktion des CNO-I-Zyklus ab und trägt auch in der Sonne zu 0,04 % der gesamten Energiefreisetzung bei. Im letzten Schritt des CNO-I-Zyklus werden dabei kein Kohlenstoff und Helium erzeugt, sondern ein 16O-Kern:
| {\displaystyle \mathrm {\ _{\ 7}^{15}N+\ _{1}^{1}H} } | {\displaystyle \mathrm {\longrightarrow \ _{\ 8}^{16}O+\gamma } }        | {\displaystyle \mathrm {+\ 12{,}13\ MeV} }    |                                                           |
| {\displaystyle \mathrm {\ _{\ 8}^{16}O+\ _{1}^{1}H} } | {\displaystyle \mathrm {\longrightarrow \ _{\ 9}^{17}F+\gamma } }        | {\displaystyle \mathrm {+\ 0,60\ MeV} }       |                                                           |
| {\displaystyle \mathrm {\ _{\ 9}^{17}F} }             | {\displaystyle \mathrm {\longrightarrow \ _{\ 8}^{17}O+e^{+}+\nu _{e}} } | {\displaystyle \mathrm {+\ 2,76\ MeV} \quad } | (Halbwertszeit 64,5 Sekunden) → Verzweigung zu CNO-III,IV |
| {\displaystyle \mathrm {\ _{\ 8}^{17}O+\ _{1}^{1}H} } | {\displaystyle \mathrm {\longrightarrow \ _{\ 7}^{14}N+{}_{2}^{4}He} }   | {\displaystyle \mathrm {+\ 1,19\ MeV} }       |                                                           |
| {\displaystyle \mathrm {\ _{\ 7}^{14}N+\ _{1}^{1}H} } | {\displaystyle \mathrm {\longrightarrow \ _{\ 8}^{15}O+\gamma } }        | {\displaystyle \mathrm {+\ 7,35\ MeV} }       | (siehe CNO-I)                                             |
| {\displaystyle \mathrm {\ _{\ 8}^{15}O} }             | {\displaystyle \mathrm {\longrightarrow \ _{\ 7}^{15}N+e^{+}+\nu _{e}} } | {\displaystyle \mathrm {+\ 2,75\ MeV} \quad } | (siehe CNO-I, Halbwertszeit 122 Sekunden)                 |

### CNO-III
Dieser Prozess spielt nur in schweren Sternen eine Rolle. Im 4. Schritt des CNO-II-Zyklus entsteht Fluor-18 statt Stickstoff-14 und Helium-4:
| {\displaystyle \mathrm {\ _{\ 8}^{17}O+\ _{1}^{1}H} } | {\displaystyle \mathrm {\longrightarrow \ _{\ 9}^{18}F+\gamma } }        | {\displaystyle \mathrm {+\ 5,61\ MeV} }       |                                                     |
| {\displaystyle \mathrm {\ _{\ 9}^{18}F} }             | {\displaystyle \mathrm {\longrightarrow \ _{\ 8}^{18}O+e^{+}+\nu _{e}} } | {\displaystyle \mathrm {+\ 1,66\ MeV} \quad } | (Halbwertszeit 110 Minuten) → Verzweigung zu CNO-IV |
| {\displaystyle \mathrm {\ _{\ 8}^{18}O+\ _{1}^{1}H} } | {\displaystyle \mathrm {\longrightarrow \ _{\ 7}^{15}N+{}_{2}^{4}He} }   | {\displaystyle \mathrm {+\ 3,98\ MeV} }       |                                                     |
| {\displaystyle \mathrm {\ _{\ 7}^{15}N+\ _{1}^{1}H} } | {\displaystyle \mathrm {\longrightarrow \ _{\ 8}^{16}O+\gamma } }        | {\displaystyle \mathrm {+\ 12,13\ MeV} }      | (siehe CNO-II)                                      |
| {\displaystyle \mathrm {\ _{\ 8}^{16}O+\ _{1}^{1}H} } | {\displaystyle \mathrm {\longrightarrow \ _{\ 9}^{17}F+\gamma } }        | {\displaystyle \mathrm {+\ 0,60\ MeV} }       | (siehe CNO-II)                                      |
| {\displaystyle \mathrm {\ _{\ 9}^{17}F} }             | {\displaystyle \mathrm {\longrightarrow \ _{\ 8}^{17}O+e^{+}+\nu _{e}} } | {\displaystyle \mathrm {+\ 2,76\ MeV} \quad } | (siehe CNO-II, Halbwertszeit 64,5 Sekunden)         |

### CNO-IV
Der CNO-IV-Zyklus ist eine weitere mögliche Nebenreaktion, wenn im 3. Schritt des CNO-III-Zyklus Fluor-19 statt Stickstoff-15 und Helium-4 entsteht:
| {\displaystyle \mathrm {\ _{\ 8}^{18}O+\ _{1}^{1}H} } | {\displaystyle \mathrm {\longrightarrow \ _{\ 9}^{19}F} }                | {\displaystyle \mathrm {+\ 7,99\ MeV} }       |                                                         |
| {\displaystyle \mathrm {\ _{\ 9}^{19}F+\ _{1}^{1}H} } | {\displaystyle \mathrm {\longrightarrow \ _{\ 8}^{16}O+{}_{2}^{4}He} }   | {\displaystyle \mathrm {+\ 8,11\ MeV} }       |                                                         |
| {\displaystyle \mathrm {\ _{\ 8}^{16}O+\ _{1}^{1}H} } | {\displaystyle \mathrm {\longrightarrow \ _{\ 9}^{17}F+\gamma } }        | {\displaystyle \mathrm {+\ 0,60\ MeV} }       | (siehe CNO-II und CNO-III)                              |
| {\displaystyle \mathrm {\ _{\ 9}^{17}F} }             | {\displaystyle \mathrm {\longrightarrow \ _{\ 8}^{17}O+e^{+}+\nu _{e}} } | {\displaystyle \mathrm {+\ 2,76\ MeV} \quad } | (siehe CNO-II und CNO-III, Halbwertszeit 64,5 Sekunden) |
| {\displaystyle \mathrm {\ _{\ 8}^{17}O+\ _{1}^{1}H} } | {\displaystyle \mathrm {\longrightarrow \ _{\ 9}^{18}F+\gamma } }        | {\displaystyle \mathrm {+\ 5,61\ MeV} }       | (siehe CNO-III)                                         |
| {\displaystyle \mathrm {\ _{\ 9}^{18}F} }             | {\displaystyle \mathrm {\longrightarrow \ _{\ 8}^{18}O+e^{+}+\nu _{e}} } | {\displaystyle \mathrm {+\ 1,66\ MeV} \quad } | (siehe CNO-III, Halbwertszeit 110 Minuten)              |

## Heiße CNO-Zyklen
Unter sehr heißen und dichten Bedingungen, wie sie etwa bei Novae und bei Gammastrahlenausbrüchen herrschen, überschreitet die Protoneneinfangrate die Rate der Beta-Zerfälle (wie beim r-Prozess der Nukleosynthese). Statt sich per Beta-Zerfall umzuwandeln, kann ein radioaktiver Kern ein weiteres Proton eingefangen, was weitere Reaktionspfade ermöglicht. Weil für diese Zyklen besonders hohe Temperaturen erforderlich sind, werden sie „heiße CNO-Zyklen“ (hot CNO cycles) genannt.

### HCNO-I
Der HCNO-I-Zyklus startet wie der normale betabegrenzte CNO-I-Zyklus, wobei das entstehende 13N-Atom ein Proton einfängt, anstatt zu zerfallen:
| {\displaystyle \mathrm {\ _{\ 6}^{12}C+\ _{1}^{1}H} } | {\displaystyle \mathrm {\longrightarrow \ _{\ 7}^{13}N+\gamma } }        | {\displaystyle \mathrm {+\ 1,95\ MeV} }       |                               |
| {\displaystyle \mathrm {\ _{\ 7}^{13}N+\ _{1}^{1}H} } | {\displaystyle \mathrm {\longrightarrow \ _{\ 8}^{14}O+\gamma } }        | {\displaystyle \mathrm {+\ 4,63\ MeV} }       |                               |
| {\displaystyle \mathrm {\ _{\ 8}^{14}O} }             | {\displaystyle \mathrm {\longrightarrow \ _{\ 7}^{14}N+e^{+}+\nu _{e}} } | {\displaystyle \mathrm {+\ 5,14\ MeV} \quad } | (Halbwertszeit 70,6 Sekunden) |
| {\displaystyle \mathrm {\ _{\ 7}^{14}N+\ _{1}^{1}H} } | {\displaystyle \mathrm {\longrightarrow \ _{\ 8}^{15}O+\gamma } }        | {\displaystyle \mathrm {+\ 7,35\ MeV} }       |                               |
| {\displaystyle \mathrm {\ _{\ 8}^{15}O} }             | {\displaystyle \mathrm {\longrightarrow \ _{\ 7}^{15}N+e^{+}+\nu _{e}} } | {\displaystyle \mathrm {+\ 1,73\ MeV} \quad } | (Halbwertszeit 122 Sekunden)  |
| {\displaystyle \mathrm {\ _{\ 7}^{15}N+\ _{1}^{1}H} } | {\displaystyle \mathrm {\longrightarrow \ _{\ 6}^{12}C+{}_{2}^{4}He} }   | {\displaystyle \mathrm {+\ 4,96\ MeV} }       |                               |

### HCNO-II
Der Unterschied zum CNO-II-Zyklus besteht hier darin, dass der Zwischenkern 17F im 3. Schritt keinen Betazerfall erleidet, sondern ein Proton einfängt:
| {\displaystyle \mathrm {\ _{\ 7}^{15}N+\ _{1}^{1}H} } | {\displaystyle \mathrm {\longrightarrow \ _{8}^{16}O+\gamma } }          | {\displaystyle \mathrm {+\ 12{,}13\ MeV} }    |                                                         |
| {\displaystyle \mathrm {\ _{\ 8}^{16}O+\ _{1}^{1}H} } | {\displaystyle \mathrm {\longrightarrow \ _{\ 9}^{17}F+\gamma } }        | {\displaystyle \mathrm {+\ 0,60\ MeV} }       |                                                         |
| {\displaystyle \mathrm {\ _{\ 9}^{17}F+\ _{1}^{1}H} } | {\displaystyle \mathrm {\longrightarrow \ _{10}^{18}Ne+\gamma } }        | {\displaystyle \mathrm {+\ 3,92\ MeV} }       |                                                         |
| {\displaystyle \mathrm {\ _{10}^{18}Ne} }             | {\displaystyle \mathrm {\longrightarrow \ _{\ 9}^{18}F+e^{+}+\nu _{e}} } | {\displaystyle \mathrm {+\ 4,44\ MeV} \quad } | (Halbwertszeit 1,67 Sekunden) → Verzweigung zu HCNO-III |
| {\displaystyle \mathrm {\ _{\ 9}^{18}F+\ _{1}^{1}H} } | {\displaystyle \mathrm {\longrightarrow \ _{\ 8}^{15}O+{}_{2}^{4}He} }   | {\displaystyle \mathrm {+\ 2,88\ MeV} }       |                                                         |
| {\displaystyle \mathrm {\ _{\ 8}^{15}O} }             | {\displaystyle \mathrm {\longrightarrow \ _{\ 7}^{15}N+e^{+}+\nu _{e}} } | {\displaystyle \mathrm {+\ 1,73\ MeV} \quad } | (Halbwertszeit 122 Sekunden)                            |

### HCNO-III
Eine weitere Alternative besteht, wenn der 18F-Kern im HCNO-II-Zyklus im 5. Schritt ein Proton einfängt:
| {\displaystyle \mathrm {\ _{\ 9}^{18}F+\ _{1}^{1}H} } | {\displaystyle \mathrm {\longrightarrow \ _{10}^{19}Ne+\gamma } }        | {\displaystyle \mathrm {+\ 6,41\ MeV} }       |                               |
| {\displaystyle \mathrm {\ _{10}^{19}Ne} }             | {\displaystyle \mathrm {\longrightarrow \ _{\ 9}^{19}F+e^{+}+\nu _{e}} } | {\displaystyle \mathrm {+\ 3,32\ MeV} \quad } | (Halbwertszeit 17,2 Sekunden) |
| {\displaystyle \mathrm {\ _{\ 9}^{19}F+\ _{1}^{1}H} } | {\displaystyle \mathrm {\longrightarrow \ _{\ 8}^{16}O+{}_{2}^{4}He} }   | {\displaystyle \mathrm {+\ 8,11\ MeV} }       |                               |
| {\displaystyle \mathrm {\ _{\ 8}^{16}O+\ _{1}^{1}H} } | {\displaystyle \mathrm {\longrightarrow \ _{\ 9}^{17}F+\gamma } }        | {\displaystyle \mathrm {+\ 0,60\ MeV} }       |                               |
| {\displaystyle \mathrm {\ _{\ 9}^{17}F+\ _{1}^{1}H} } | {\displaystyle \mathrm {\longrightarrow \ _{10}^{18}Ne+\gamma } }        | {\displaystyle \mathrm {+\ 3,92\ MeV} }       |                               |
| {\displaystyle \mathrm {\ _{10}^{18}Ne} }             | {\displaystyle \mathrm {\longrightarrow \ _{\ 9}^{18}F+e^{+}+\nu _{e}} } | {\displaystyle \mathrm {+\ 4,44\ MeV} \quad } | (Halbwertszeit 1,67 Sekunden) |